# Линия Губо
Линия (фидер) Губо или Гоубау линия — однопроводная линия передачи высоких частот, представляющая собой металлический проводник (как правило, круглый в сечении), окруженный слоем диэлектрика.
Линия получила название по имени изобретателя, Джорджа Губо (Гоубау) (G.I.E. Goubau).

## Принцип работы
Линия Губо работает в режиме бегущей волны. За счёт того, что скорость распространения волны в диэлектрике меньше, чем в свободном пространстве, волна удерживается от распространения в окружающее пространство. Переносимая мощность оказывается сосредоточена на небольшом расстоянии от фидера (90 % мощности сосредоточено в пределах 0,7 λ)

## Особенности
Линия Губо отличается низкими потерями сигнала, по сравнению с коаксиальной линией сопоставимого диаметра (Для диапазона 100—500 МГц типичные значения потерь 0,01-0,02 dB/м для линии диаметром 10 мм). Низкий уровень поглощения объясняется тем, что потери на излучение малы, потери в диэлектрике также невелики, поскольку основная мощность сосредоточена не в диэлектрике, а в окружающем его воздухе.
Линия должна прокладываться на удалении от окружающих предметов.
Допустимы небольшие изгибы линии, однако смена направления должна производиться не более чем на 20 градусов, так как больший угол приводит к резкому росту потерь на излучение.
Как правило, ввод и вывод сигнала с линии осуществляют при помощи конических возбудителелей, представляющих собой полые металлические конуса, основаниями направленными в сторону линии Губо, а вершинами — в сторону коаксиальной линии. Центральная жила коаксиальной линии соединяется с проводником фидера Губо, оплетка соединяется с поверхностью конуса у его вершины. Считается оптимальным конус длиной λ и диаметром основания λ/2. Возможно применение и иных структур для возбуждения фидера.
Линии Губо применяют в диапазонах дециметровых (с небольшим захватом метровых), сантиметровых и миллиметровых волн.
Частотный диапазон, в котором может быть применена линия, определяется в основном возможностью реализации возбудителей. Именно в связи с этим, линии Губо обычно не применяют на частотах ниже середины метрового диапазона.
Имеются работы по использованию линий Губо и на более высоких частотах, в терагерцовом диапазоне.